# 新キッズ・ウォー
『新キッズ・ウォー』（しんキッズ・ウォー）は、2005年と2006年に放送された昼ドラのシリーズである。CBC製作、TBS系列「ドラマ30」枠で13:30 - 14:00（JST）に放送された。脚本は共に畑嶺明が担当。
主人公には本作を制作したCBCテレビと同じ在名局の東海テレビが制作した昼ドラ『牡丹と薔薇』でブレイクした大河内奈々子を起用した。

## 概要
『キッズ・ウォー』から内容・出演者を一新した。パート1は小学校が舞台となり、教師（大河内奈々子）と児童の対立や学校教育現場の諸問題を描いた。パート2は、パート1から2年後を描いたストーリーとなり、河合家の家庭と中学校が舞台であり、かおりと光一郎の再婚で河合家が新たな家庭環境としてどう成り立っていくのかを重視して描かれている。
また、下記に挙げるように旧キッズ・ウォーシリーズで主要人物などを演じた役者がモブや準レギュラーで主演している。
- パート1
  - 野口哲夫（鈴木駿） : キッズ・ウォー3にて風間和也役　
  - 矢吹大地の父親・矢吹宏明（杉浦俊） : キッズ・ウォー1にてサラ金の借金取り役、キッズ・ウォー3にて今井家の身内役
  - 緑川第一小学校の卒業生（斉藤祥太・慶太兄弟） : キッズ・ウォー2 - 4+FINALにて主人公、茜及び裏主人公の里香の相手役、紺野翼・新田一也役
  - 由里にストーカー行為をした不良（醍醐直弘） : キッズ・ウォー3にて上級生の不良・西尾役
  - 本屋（福文堂）の店員（伊沢勉） : キッズ・ウォー3にて1年B組担任の吉野役
  - 花の店で万引きをした不良2人組（濱嶌瑞樹）（秋田卓郎）：濱嶌はキッズ・ウォー1 - 5にて茜の友人・黒木良太役[注 1]、秋田はキッズ・ウォーFINALにて黒田祐太の悪友の1人役
  - リナにからんだチンピラ（公式サイトのあらすじでは「若者」と表記）（小栗一将） : キッズ・ウォー5での全体的な悪役、大山太役
  - 美代子に乱暴してかおりに撃退されたチンピラ（榎本憲志郎）: キッズ・ウォー5にて大山の悪友・古田役
  - 小野田多恵子（石黒志伸）:　キッズ・ウォー2にて中西伸二の交際相手・谷口三枝子役
  - 藤井康夫（かとう雅敏）: キッズ・ウォー5にて森幸太郎の父親役
  - 矢吹友彦（越川光男）: キッズ・ウォー5にて青柳加奈の交際相手・園田。
- パート2
  - 桃子と一緒にいた不良女子高生（椎葉えり） : キッズ・ウォー5において、今井家の長男健一の相手役・西岡由美子役
  - 石田（秋田卓郎）: パート1と同様。
  - 桃子に関係を迫った不良3人の1人（醍醐直弘） : パート1と同様
  - 22話で花をタイプと言った少年（濱嶌瑞樹） : パート1と同様
  - 野島健二の母親（武田梨沙子） : キッズ・ウォー2にて4年2組の担任の並木先生役。

## あらすじ

### パート1
大月かおり（大河内奈々子）は、小学校教師。前の赴任先の学校で、校長と窃盗を犯した児童をめぐり退職させられた。学級のストレスで入院した教師の代わりに、赴任した先の校長はかおりがトラブルを起こしたことをわかっていても新しい小学校に赴任させる良き理解者であった。
かおりは来た早々、暴れん坊の女子児童・河合花（加地千尋）に立ち向かう。かおりはアパートを見つけるまでは下宿するのだったが、下宿先が河合花の家であった。
第14話にて、前作で人気のあった斉藤兄弟が『王様のブランチ』の取材のため友情出演した。
前作と比較すると「ざけんじゃねえ！」という台詞が特に強調されているシリーズでもある。一方で前作の副タイトルの「～ざけんなよ～」はこのシリーズから消されていて「ざけんじゃねえ！」「ざけんじゃないよ！」という言い方をかおりや花は使用するが前作の春子と茜が使用した「ざけんなよ！」や「ざけんな！」や「ざけんじゃねえよ！」の言い方は誰一人使用していない。

### パート2
パート1から2年後のストーリー。かおり（大河内奈々子）は、花（加地千尋）や祐太（高木優希）の父親 光一郎（山下規介）と結婚したが、同時に光一郎の母親波江（三林京子）とかおりの娘 桃子（佐藤栞菜）もまた河合家にやってきた。そこで新たな戦いが始まる。
前作『キッズ・ウォー』のパート1をベースにした内容であり、ステップファミリーが再びテーマとして描かれる。
パート1より少し暴力シーンや性的なシーンがよくある（例：桃子が作中5度にわたって不良に暴行される（不良たちはいずれも些細なことで桃子に暴行を加えた）、陰茎のサイズを測る、コンドームを本にはさむ、桃子のブラジャーおよび桃子の着替えている姿、キャミソールが見えている姿等）。また、『キッズ・ウォー』でXmasSP以降の敵の不良は逮捕されたことに対し、作中の不良・小林、野島が桃子に傷害を負わせたことで警察の話が出ない等、主人公達が中途半端な行動をするところも見られる（これに対し、『キッズ・ウォー5』に登場する古田・岩本は小林・野島がした犯罪と同じ犯罪で逮捕されている）。
前作と同様に、学校での問題も描かれている他に、河合家が新しい家族として成り立っていく過程の中の問題も強く描かれている。前作より、家族関係が中心となっている。
プロローグに当たる空白の2年間の物語（河合光一郎のプロポーズ等）は、『新キッズ・ウォー2』公式ページに掲載されている。

## 放送期間・回数
| 番組名            | 放送期間・回数                    | 概要 |
| ----------------- | --------------------------------- | --- |
| 新キッズ・ウォー  | 2005年8月1日 - 9月30日（全45話）  | 主人公が教師となる等キャストが一新され、 新・キッズ・ウォーとして新たに制作された。                                                                                                 |
| 新キッズ・ウォー2 | 2006年5月29日 - 7月28日（全45話） | 前夫の元にいたかおりの子、 桃子と光一郎の母波江が家族に加わるなど前作より家族が強く描かれた。前シリーズに比べると大幅に視聴率は悪くこれが事実上の最終作になった。 ※ハイビジョン番組 |

再放送は全シリーズBSデジタルのBS-TBSで2009年4月13日から同年6月12日の間、毎週月曜から木曜18:00 - 18:54に放送された（1日2話分、ハイビジョン放送）。

## キャスト

### 主要登場人物
河合（大月） かおり
演 - 大河内奈々子
本作の主人公で前作の春子に当たる人物。パート1第1話の履歴書の内容から、生年月日は1977年2月16日。杉並区立緑川第一小学校5年3組担任→杉並区立望ヶ丘第一中学校1年1組担任、数学担当。旧姓は「大月」。第1シリーズ内の台詞から、実家は栃木県内某所。前夫との間に桃子をもうけたが離婚。パート2で光一郎と再婚。元女暴走族（暴走族時代の写真や仲間やバイクに乗る描写は一度もない）でありケンカが強くチンピラを退治する時は口調が荒々しくなる。口癖は「ざけんじゃないよ！」または「ざけんじゃねえ！」。パート2ではパート1と比べると非常に女性らしくなっている。パート1の完全ガイドブックでは28歳と記載されている。
河合 光一郎
演 - 山下規介
花と祐太の父。前作の大介に当たる人物。妻とは死別でパート2でかおりと再婚。パート1では38歳、パート2では40歳。かおりの事は再婚前までは「大月先生」「先生」「かおりさん」と呼んでいたが、再婚後は「かおり」と呼び捨てで呼んでいる。
河合 花
演 - 加地千尋
杉並区立緑川第一小学校5年3組児童→杉並区立望ヶ丘第一中学校1年3組生徒で前シリーズの茜に当たる人物。荒くれた性格ですぐに理性を失ってしまうが、前シリーズの茜のようにいじめや不条理なことが許せない正義感のある性格。かおり同様「ざけんじゃねえ！」が口癖で、パート1では特に椅子を蹴り倒していた。桃子とは犬猿の仲だが終盤が近づくにつれ関係は徐々に落ち着いていく。当初は前作の茜とは違いバットを持って暴れるなど粗暴な面があった。最初はかおりとは仲が悪かったが、話が進むにつれ打ち解けていく。パート2ではおおまかな性格は変わらないが桃子との同居後はやたら自分の家である事を主張し桃子（桃子に非がある場合もあるが）に突っかかる場面が多くなり前作の里香の様になっており(実際、家庭内での立場は前シリーズの里香と同じである)、一方的に目の敵にしている傾向も強い。パート1では自分も食後に食器を運んだり洗ったりしていなかったにもかかわらず、同じようにしていた桃子に対しては自分の事を棚に上げて非難したり、前半は祐太や波江と一緒になって桃子の悪口を言ったり、後半で祐太と仲良くなった桃子との仲を妬むなど感じが悪い部分も見せるようになる。だが桃子に対し、陰湿な虐めをする者からはしっかり桃子を庇っている。茜同様恋敵に遠慮してしまい、その事で怒られることもしばしば。
河合 祐太
演 - 高木優希
花の弟。杉並区立緑川第一小学校4年生→6年生で前作の浩・健一に当たる人物。第2シリーズの序盤では花同様桃子と仲が悪く桃子に非がある場合もあるが一方的に目の敵にしている傾向も強い。桃子に不良との喧嘩から助けられて以来、桃子のことを善人と認め、桃子が好きになった。
河合（市川、大月） 桃子
演 - 佐藤栞菜 →パート2より登場　
かおりとその前夫の間にできた子供。現在は、かおりらと一緒に住んでいて、花や大地と同級生。望ヶ丘第一中学校1年3組生徒。旧姓市川・大月。いじめから助けてくれなかったかおりを憎んでいる。しかし、根っからかおりを嫌っているわけではない。大人びた態度と言動が目立つ。前シリーズにおける里香に当たる人物ではあるが、最後まで春子に面と向かって「お母さん」と呼ばなかった彼女とは違い、継父である光一郎を「お父さん」と呼び父親として認めるのが早かったり、中盤や後半でかおり、祐太、波江、花など他者を思いやる面も多く見られた。
矢吹 大地
演 - 内藤惟人
杉並区立緑川第一小学校5年3組児童→杉並区立望ヶ丘第一中学校1年3組生徒。前作の翼・文太に当たる人物であり翼同様に頭が良くケンカも強い。静岡から転校し、始めは花と対立状態だったが、健達に泥棒に仕立て上げられたことを花に助けられて以降は和解していく。初期は父の借金ことで闇金組織に追われていたが、父が借金を返せたことにより闇金組織は離れた。また、一人暮らしをしていたが、父親の恋人・めぐみという人物が登場した上一緒に暮らすはずだった母親は他の男と結婚したと知らされ、父親との父子関係は複雑になる。普段は冷静沈着だが、ケンカ事になるとすぐに感情的。兄と姉がいるが、姉は劇中では未登場。海外で働いているらしい。喧嘩が強く頭がいいというのは翼と同じだが、家庭環境は一平に近い。
岸本 良平
演 - 土屋シオン
杉並区立緑川第一小学校5年3組児童→杉並区立望ヶ丘第一中学校1年3組生徒。第1シリーズでは河合家に居候（ただし、食費は毎月母親に払ってもらっていた）。当初から純一が健達からイジメを受けていたことを先生に知らせる等、助っ人的な存在だった。性格は基本的に心優しいが、パート1で一時転校するはずだった大地がいなくなる事を内心喜んだり、転校が取り消しになった時は、本人の前で当てつけるようにがっかりしたりと捻くれた一面もある。また、本人に自覚はないが落ち込んだり困ったことがあるとやたら相手に同情を誘うようなしぐさが非常に多く観られ、パート1では花が由里に気を遣い良平と仲良くするように振る舞うと勘付いた良平が「それってすっげえ俺の事傷つけてるって事になるんだけど」と理不尽に逆上した事もあった。1度は居候ではなくなったものの、母親を交通事故で亡くし、完全に居候となる。父親は第1シリーズでは福岡で働いているが、第2シリーズでは海外で連絡が取れず行方不明になっている。叔父と従弟3人がいるが叔父の家は貧しく子供3人との生活に困っているらしい。花が好きなようで告白するが花は大地が好きだったため眼中にはなかった。

河合 波江
演 - 三林京子→パート2より登場　
光一郎の母、花と祐太の祖母。校長先生とは恋仲。長らく山梨県で光一郎の兄夫婦とその子供達と共に暮らしていたが、次第にぞんざいな扱いを受けるようになったため、都内の光一郎の家へと転がり込む。しかし、同居開始当初はかおりに対し、何かにつけて嫁いびりをしていた。また、嫁の連れ子という立場の桃子と対立する場面が多く、桃子自身に非がある部分もあるので「どっちもどっち」の言い争いが目立つ。終盤では校長の父親が老人ホームに入居する事を桃子が勧めると聞いていた波江に激怒され反省し、「おばあちゃんと幸せになってほしい」と校長に伝えた桃子の気持ちを波江が知り関係は良好になる。

### パート1
5年3組生徒：津田 由里
演 - 一岐美憂
花の友人。大地に好意を抱いており、花とは恋のライバル。序盤は教師の信頼を寄せるために、教師の前でのみよい格好をしていて花とは茜と里香の口喧嘩のようなやりとりをしていたが、大地に好意を寄せて以降は徐々に大人しい性格になり、恋のライバル的立ち位置に落ちついた。ストーカー不良に絡まれているところを大地に助けられてから大地に恋をする。花と大地が話していると割り込んでくるのが定番になっている。交通事故で父親を失いショックを受けるが花と大地に励まされた。後に大地に花の方が好きと言われショックを受けた。最後は花の気合い仲間に加わった。パート2では未来同様に未登場である。
5年3組生徒：秋野 未来
演 - 内海つかさ
花の友人。思ったことをはっきり言う性格なため、吉村先生に目のカタキにされている。「学校はみんなを同じ箱に押し込める場所」「自分は自分らしくいたい」という意思を持ち、ホームスクールを行いインターネットを通して家での学習を望む。花やかおりに励まされて少しずつ強くなっていく。将来の夢は漫画家。パート1終盤では親の許しをもらいホームスクールに入ることになったが、最終話で他の生徒と共にかおりに教師を辞めないように懇願したり、ラストシーンで教室内にいる姿が確認できる。パンツはピンク。
5年3組生徒：小島 リナ
演 - 奥村夏未
花の友人。寂しがり屋で未来曰く自己チューで相当な捻くれ者。その性格が災いとしてとんでもないことを引き起こす。かおりに心配をさせて気を引くために自殺したいと言ったり、健と卓にイジメを受けていると嘘をついた（のちに嘘は本当になってしまう）。仲のいい花を独占するために花と未来の仲を引き裂こうとし、そのことがばれて花に絶交され、未来に陰で嫌がらせをする。不良グループに脅されているところをかおりに助けてもらってからは未来に謝罪し、花に心配されるようになる。終盤健達とトラブルを起こしてしまい逆恨みされイジメを受けてかおりに助けられた。最後は花の気合い仲間に加わった。パート2では未登場。　
5年3組生徒：塚本 健
演 - 長村航希
いじめっ子グループのリーダー的存在。純一をイジメてかおりから説教を受けても分からなかったが最初に改心した雅也によって説得されイジメをやめ、かおりのことも大月から先生と呼ぶようになる。代表的な悪役だが他の悪役の被害に遭うこともある（不良に恐喝される。沢村に体罰され親に言えないように脅される。6年生の不良にスプレーをかけられる等）。最終話でかおりやクラスメートたちから説教を受けて完全に改心した。最後は花の気合い仲間に加わった。卒業後私立中学に行った模様。
5年3組生徒：小野田 卓
演 - 石原英秀
健の仲間。純一をイジメてかおりから説教を受けても分からなかったが最初に改心した雅也によって説得されイジメをやめ、かおりのことも大月から先生と呼ぶようになる。健同様に代表的な悪役だが他の悪役の被害に遭うこともある。終盤かおりやクラスメートたちから説教を受けて完全に改心した。最後は花の気合い仲間に加わった。卒業後私立中学に行った模様。
5年3組生徒：藤井 雅也
演 - 下村匡嗣
かつて健率いるいじめっ子グループにいた。しかし反面父親から虐待を受けているというかわいそうな一面もある。当初は虐待については否定していたものの大月にひっぱたかれた腹いせに健、卓と共に万引きをするも店主に捕まり親に知らせると言われ虐待の恐怖に耐えきれず虐待のことを自白した。その時かおりに助けられたことに心を打たれる。児童相談所に引き取られて以降、改心していじめっ子グループから外れた。その後からはあまり活躍しなくなるが、ラストシーンまで教室内で存在が確認できる。弟（未登場）がおり、兄を心配し虐待のことを花と良平に相談している。母は数年前に亡くし義母と暮らしている。
5年3組生徒：矢野 純一
演 - 久保智哉
かつて健たちからイジメを受けていたが、かおりと関わる中少しずつ強くなっていく。しかしそれ以降、有名な中学校に行ってほしいという両親の過剰な期待にストレスを貯め、花の家で万引きをしたことがある。実はこの万引きは、「こういった悪いことをすればきっと両親も諦めるだろう」と考えてやったことなのだが、結局効果がなかった。しかしその数日後に健や卓にからかわれたことからストレスは爆発、椅子を振り上げて二人を相手に大暴れする。このことをかおりが母に話したことで、母は少し過剰な期待が多すぎたと反省。純一に謝罪した。最後は花の気合い仲間に加わった。花とは違う中学に行った模様。
5年3組生徒：鈴木 広大
演 - 鈴木秀馬
花と良平の気合い仲間。家が貧しい。妹や弟がおり、とても思いやりのある兄である。道端で三輪車で転んだ少女を見つけた時も「大丈夫？」と優しく接してやっていた。花とは違う中学に行った模様。
5年3組生徒：翔
演 - 山本将→第2シリーズにも出演。
花と良平の気合い仲間。よく花と良平の助けになる。旧シリーズでの良太(演: 濱嶌瑞樹)に相当するキャラクター。
5年2組生徒：野口 哲夫
演 - 鈴木駿
引きこもりで半年ほど学校に来ていなかったが、かおりや母に説得され徐々に心を開いていく。以降は保健室登校をしている。花とは4年生まで同じクラスだった。
5年2組生徒：大沢 和明
演 - 奥山拓実
5年2組の学級崩壊のリーダー的存在。内藤先生に交通事故から助けられてから改心した。
5年2組生徒：信弘
演 - 鵜飼大樹
和明の仲間。和明の改心にそる形で改心する。
5年3組生徒：川原 俊介
演 - 伊藤太一
5年3組の問題児の1人で当初はあまり目立たなかったが劇中の中盤で問題を起こしはじめる。40話以降は健と卓と共に行動するようになり、リナとトラブルを起こし逆恨みしてリナをイジメる。最終回でかおりやクラスメートたちから説教を受けて改心した。最後は花の気合い仲間に加わった。卒業後私立中学に行った模様。
6年生の不良2人組
演 - 渥美貴士、中村館斗
廊下でスケボーをしたり、自転車に乗ったり、廊下に空き缶を捨てたり、スプレーを健や校長先生にかけたりと、派手に悪さばかりしている不良。改心することはなかった。なお、セミレギュラー的存在ではあったが、二人の本名は不明のまま終わった。
校長：石野 勝男
演 - 国広富之
花たちの小学校の校長先生でかおりのよき理解者だが、気が弱いため不良たちからあしらわれることもしばしばある。
教頭：西川 和久
演 - 田口計
教頭だが、裏で何かしていることが多い。退職後の再就職のために生徒を塾に勧誘している。それを目撃したかおりになじられることが多い。
生活指導主任：吉村 菊江
演 - 大島蓉子
生徒にエコヒイキや生徒いびりをしたりしている。生徒いびりは特に未来に対して強く、保健室で漫画を描くことを阻止したり、健率いるイジメっ子グループによる嫌がらせにも健達を庇うなどを行っていた。物語の終盤で改心した。
養護教諭：片山 啓子
演 - 神矢ゆき
保健教師で花のよき理解者の1人。付き合っている男がいるらしい。
教師：岡田 秀夫
演 - 西川智宏
健の4年生の時の担任で、いろいろ世話をしてもらった健の母親と交際している。健の母親とラブホテルに行ったことを片山先生に見られており、そのことが学校にバレて解任されてしまう。
教師：内藤 真由美
演 - 福地香代
5年2組の担任。気が弱いがかおりのアドバイスで少しずつ強くなっていく。
教師：沢村
演 - 丹波義隆
産休することになった山川先生（劇中では未登場）のかわりに来た教師。その直後に西川教頭が校長に「あまり評判の良くない先生という噂です」と話すが、まさにその通りで、生徒に対して体罰をしたり、ロリコンでもあるらしく未来や由里に髪や体に触るなどいやらしい行為をした。更には生徒を会議室に連れ込み、親や他の教師に言えないように脅迫なども行う他、大地が花をかばうと大地に「お前はこいつの彼氏か」と嫌味を言うなど傲慢な性格でもある。多数の格闘技を習っていると自称しているが劇中では披露していない（本気で激怒した際にも披露してないため恐らくハッタリだと思われる）。最終的に花やかおりの活躍でこのことが全て知れ渡り、クビとなった。クビが決定した際は笑いながら教頭の不正を公にし校長の立場が危うくなることを指摘するなど反省の色も一切ない。クビが決定した逆恨みでまたしても花やかおりに攻撃しようとするが、校長に頭からバケツの水をかぶせられながら「頭を冷やしなさい!!」と怒鳴られて阻止され、姿を消した。
良平の母：岸本 幸子
演 - 藪下貴子
恋人の並木を溺愛していたが、第2シリーズでは別れている（理由は不明）。第2シリーズで夜の仕事を昼に変え、良平と長く暮らせるようになったが翌日に事故死してしまう（事故の描写はない）。その後は回想シーンで登場する。
健の母：塚本 芳江
演 - 舟木幸
息子ばかり溺愛してはイジメも許すような母だったが、最終話で校長の説教で考えを改めた模様。岡田との不倫の件でしばらくは黙るようになったが後に再登場し反省も無い態度だった。息子同様悪役ではあるが他の悪役（6年の不良2人）の被害に遭うこともあった。
卓の母：小野田 多恵子
演 - 石黒志伸
息子ばかり溺愛してはイジメも許すような母だったが、最終話で校長の説教で考えを改めた模様。悪役ではあるが他の悪役（6年の不良2人）の被害に遭うこともあった。
雅也の父：藤井 康夫
演 - かとう雅敏
リストラで酒ばかり飲んでおり、息子の雅也を虐待していたが、児童相談所から注意を受け反省した。
哲夫の母：野口 敏子
演 - 中田裕子
和明の母：昌子
演 - 藤沢理子
気の弱い内藤先生を非難していたが、かおりに学校では和明はかなり手を焼いていること、また交通事故にあいそうになった所を内藤先生に捨て身で助けられたことを聞かされる。直後に和明本人が内藤先生に謝罪したため、考えを変えるようになった。
純一の母：矢野 誠子
演 - 金良華
大地の兄：矢吹 友彦
演 - 越川光男
薬物を売った事務所の金を持ち逃げしたため、ヤクザから命を狙われている。大地がヤクザの一人を半殺しにしたことで警察に自首した。第2シリーズでは出所し、彼女を作って静岡で暮らしている模様。
祐太の同級生：石田 亜樹
演 - 荒井萌
当初は万引きをしたり不良風の中学生に喧嘩を売ったりと問題行動をしていたがその中学生に2度目に喧嘩を売って返り討ちに遭い花に説教されて両親に優秀な兄弟と比較されていることの腹いせだと明かした。祐太と仲が良く祐太と恋人同士となったが、あとに引っ越すことになったため模擬結婚をし、涙ながらに祐太に見送られ引っ越した。
並木（岸本幸子の交際相手）
演 - 中野敬裕
良平の母の交際相手。名前はトシというらしい。かなり太っているため良平から嫌われている。第2シリーズ序盤で別れている。
光一郎の店の店員：美代子
演 - 大城あずさ
良平の母親が交際相手と密かに寝泊まりしていることを内心把握している。また、本人の伯母が雅也の住む家の隣の家に住んでおり、雅也とは以前から顔見知りである。
本屋（福文堂）の店員
演 - 伊沢勉
本屋の店員で、店の中の本を由里が思わず取って店を出てしまい由里を万引きしたと責めるが、大地が土下座をしたことで許した。
緑川第一小学校の卒業生
演 - 斉藤祥太、斉藤慶太、他
石野校長を信頼している卒業生たち。無許可で学校に乗り込んだことで花から不良と疑われた。石野も彼らのことをかつての教え子として大切に思っている。
由里にストーカー行為をした不良
演 - 醍醐直弘
由里にナンパをして、嫌がっているのを無理矢理連れて行こうとする。由里を助けようとする大地に殴りかかるが逆に殴り飛ばされ逃げて行った。
リナにからんだチンピラ（公式サイトのあらすじでは「若者」と表記）
演 - 小栗一将、他2人
3人組で、ゲームセンターでリナにからんでリナのカバンを取り一緒にゲームをしろと言うが、10万円の入ったサイフを取られ逆上する。リナを許すようにと土下座したかおりに暴行を加える。
かおりに撃退されたチンピラ
演 - 榎本憲志郎、他1人
花の店に入ったチンピラ2人組。美代子にナンパして尻を触ってひっぱたかれて逆上し美代子に乱暴する。それを見たかおりに撃退され逃げていった。
花の店で万引きをした不良2人組
演 - 濱嶌瑞樹、秋田卓郎
花の店で万引きをした中高生の不良。祐太に万引きを目撃されて責められ、花と祐太とケンカになるがかおりに撃退される。

### パート2
望ヶ丘第一中学校校長：遠山 雄介
演 - 五代高之
かおりのよき理解者。光一郎の母・波江には当初、一方的に好意を寄せられていた。しかし、波江が学校内に侵入した不審者に対して果敢にサスマタを持って立ち向かい、結果的に取り押さえたことに心を打たれ、相思相愛の関係となる。妻に先立たれてから永らく一人暮らしをしていたが、実父を介護していた兄がシカゴへ転勤となったのを契機に、父親を自宅で引き取る。しかし、父親（遠藤太津朗）の卑猥な行動（主に波江に対する些細なセクハラ）に頭を悩ませている模様。
望ヶ丘第一中学校教頭：吉井
演 - 木村庄之助
教頭。前作の『キッズ・ウォー』のSP2作目にも演者が同じ教師が登場している（同一人物であるかは不明）。桃子をかばってかおりが体罰で問題になっていた時はかおりを責めているが、小林と野島が桃子をいじめているところを目撃した際は必死になって助ける等、根はいい模様。
1年3組担任、花たちの担任・国語担当：岩本 巌
演 - 武野功雄
教師だが、裏では援助交際などを行っている。生徒をクラスの生徒たちと一緒になってイジメており、第1話でかつての教え子だった卒業生から仕返しされケガを負わされるもまだ懲りていない。その教え子に報復される際は恐怖の表情を浮かべながら逃げ惑い、根はかなりの小心者である。卒業生にバットで襲われた際もある意味自業自得という結果だがこの時はかおりから庇われていたものの終盤での奇行が目立ち周囲から怒りを買うことになっており、バットで殴られても全く懲りていないような最悪な教師であった（無論卒業生にやったことも反省していない）。出会い系サイトで援助交際をする。その現場を良平に見られ責められた仕返しに良平を精神的に虐げるが、かおりにひっぱたかれた。かおりを教育委員会に訴えたが、逆に桃子に訴えられた。その後処分の対象になったかどうかの描写は無くどうなったかは不明。
望ヶ丘第一中学校英語教師・かおりの同期：木村 純子
演 - 今村雅美
教師。かおりの良き理解者で、良き相談相手でもある。正男と健二をひっぱたいたかおりが教育委員会に訴えられた時も、どうしてそんなことになったのか、教育委員会に真剣に話してくれた。
上級生：山下
演 - 湯浅巧
3年生の不良。問題児だが非常に薄汚い性格の小林と野島と比べるとマシな方である。第1話冒頭で下級生に恐喝と思わしき行動をしたり、タバコを吸ったり酒を飲もうとしたり特攻服を着て学校で暴れたり下着売買をしたり、さまざまな悪事を働くもいつの間にか改心していた。特に良平と仲良くなる（敵だった時は一度良平をリンチしたことがある）。
上級生：石田
演 - 秋田卓郎
3年生の不良。山下同様に問題児だが小林と野島よりはマシな方である。さまざまな悪事を働くもいつの間にか改心していた。
1年3組生徒：小林 正男
演 - 谷口新之介
いつも健二とつるんで悪さをしている。母親から間違った教育を受けている上、良平の母の死因についての暴言を平然と吐き、良平が激怒した時や祐太が桃子に怪我を負わせた報復でバットを持って応戦した時などは健二と揃って逃げ惑うなど根は小心者であり喧嘩では大地には敵わなくてよく殴られている。良平に給食の嫌がらせをするのが最後の登場であり最後の最後までクズ同然の汚い男であった。
1年3組生徒：野島 健二
演 - 兼松一穂
いつも正男とつるんで悪さをしている。母親から間違った教育を受けている上、良平の母の死因についての暴言を平然と吐き、
正男同様良平や祐太がバットを持って応戦すると途端に逃げ惑うなどへタレた部分があり喧嘩では大地には敵わない。良平に給食の嫌がらせをするのが最後の登場であり最後の最後までクズ同然の汚い男であった。
1年3組生徒：斉藤 昌一
演 - 池ノ谷桃太
第1話で岩本や花、良平、大地、翔以外のクラス全員にイジメられて花に助けられた。貧乏だが、花の説得で強くなっていく。
1年3組生徒：翔
演 - 山本将→第1シリーズに続き出演。
1年3組生徒：並木 絵里
演 - 餘慶咲影
桃子をイジメていたが、両親の離婚したことを桃子に励まされて桃子とは和解した。後に出会い系サイトを使い男（岩本）と会う約束をしており、花と由香利とかおりに励まされ改心して花達のよき仲間となった。パンツは白。
1年3組生徒：大島 由香利
演 - 高木千佳
桃子をイジメていたが、後に改心して花達のよき仲間となった。
生徒：中野
第5話のみ登場。小林と野島にイジメられており、その後助けられたかどうかは不明。
1年1組生徒：富永
かおりが受け持っているクラスの不良。遅刻して黙って席に座ったり、授業中携帯を使っていたことを注意されたら「うるせえな」と返した。
祐太の同級生：彩夏
演 - 曽田茉莉江〈美少女クラブ31〉
祐太と仲良くしていたが、翔平と恋人同士になる。
彩夏の彼氏：翔平
演 - 磯村洋祐
よく祐太をからかうことがある祐太の同級生。
良平の母：岸本 幸子
演 - 藪下貴子
第1シリーズに続き出演。このシリーズで事故死となった（事故の描写はない）。
大地の父：矢吹 宏明
演 - 杉浦俊
めぐみと交際しているが、浮気されてしまう。彼女と別れてからは酒に溺れ、彼女への恨み言を愚痴り大地に酒を買うようにパシることもあった。後に仕事が決まり北海道に行くことになるが酒はやめたかどうかの状況は不明。
矢吹宏明の恋人：松浦 めぐみ
演 - 麻生里奈
宏明の恋人。大地を嫌っていたが少しずつ和解したと思われていた。後に浮気をした。大地を見捨てるような態度に激怒した花に怪我を負わされるも、その件で花と大地の仲を応援しながら交際している男と共に去った。大地にバレたことも含めて2度浮気が発覚した描写があるが、1度目の花に見られた浮気場面が語られることはなかった。
正男の母親
演 - 久田節美
第1シリーズの健と卓の母親的な役割をする。実の子の桃子への暴力も「生意気なことを言ってきたからだ」と言って息子をひっぱたいたかおりだけを責め、息子が人を傷つけたことを知りながら息子がやった悪事には触れず息子のことだけをかばいつづけるなど、過去のシリーズに登場したモンスターペアレントの中でも腐った親である。改心することはなかった。
健二の母親
演 - 武田梨沙子
第1シリーズの健と卓の母親的な役割をする。息子が人を傷つけたことを知りながら息子がやった悪事には触れず息子のことだけをかばいつづけるなど、過去のシリーズに登場したモンスターペアレントの中でも腐った親である。改心することはなかった。
絵里の母親
演 - おぐりまさこ
由香利の母親
演 - 田中智砂
彩夏の母親
演 - 百瀬優子
翔の母親
演 - 岡村由美
昌一の妹
演 - 尾本侑樹奈
校長の父：遠山 義明
演 - 遠藤太津朗
78歳。波江にセクハラをする。しかし終盤、自分は波江に対してとんでもないことをしたと思い、彼女に泣きながら謝罪する。身体が不自由で介護が必要になっており、当初は息子である雄介に自宅で介護をしてもらう予定だったが、雄介には波江と結婚して幸せになってもらいたいという一心で、介護施設に入所することを決意する。雄介は考え直すように言うものの、決意は固く、入所が決定した。
光一郎の店の店員：美代子
演 - 松本美奈子
大口客の寮長：須藤
演 - 倉一平
大口客の寮長だが、裏では援助交際をしており、花にそれを指摘されて蹴られ激怒して花の頭を叩いた。その後大口客として光一郎と接するが、援助交際のことを光一郎に知られ怒った彼に花への謝罪を要求されるが、罪も認めず逃走した。上述のような憎まれ役であり、良平いわく「ムカつく奴」で波江は逃げるときに通報した方がよかったと言っていた。
美代子の彼氏・「下流君」：下川
演 - 波田陽区※友情出演
ギャンブルをして楽して生きる男。
市川 優子
演 - 西本はるか
桃子の不良仲間
演 - 椎葉えり
桃子とつるんでいた不良少女。空き缶を道路に放ったりタバコを吸ったりする。行くところが無い桃子を家に泊めていたらしい。
望ヶ丘第一中学校卒業生：倉田
かつて岩本からイジメを受けていた卒業生。岩本をバットで襲ってケガを負わせた。その後補導されたかは不明。彼の「てめえ俺のこと覚えてるだろうな！」という岩本に対する台詞から、彼が卒業してからかなりの期間が経過していたと思われる。この騒動ではある意味岩本は自業自得であり、岩本は非常に怯え逃げ回っていたが恐怖を味わっておきながら全く反省もせず懲りずに問題行動を起こしている。
他校の女子生徒：中川ユキ
演 - 石田莉恵
成績を良くしたい願望で望ヶ丘第一中に忍び込んで試験問題を盗んだ犯人。岩本は「犯人が桃子と似ていた」と言い（実際は似ておらず、岩本は桃子と揉めていた為逆恨みで桃子を犯人にしたてようとした模様である）桃子が犯人と疑われたために花たちが桃子の無実を証明したことで名前を知られ、母親（演 - 西山諒）とともに涙ながらに謝罪した。DVD版では桃子が「中川のせいで犯人扱いされた」と怒るシーンが追加されている。
ストーカーの不良
桃子をストーカーした不良。何度も桃子を追いかけて無理矢理連れて行こうとするが応戦した祐太に角材で殴られる。特に命に関わる怪我ではなく、その後彼の親からも説教されたらしく桃子の前に現れなくなった。
エロビデオの会社員2人組
31話、32話に登場した2人組。絵里と由香利を騙しエロビデオの撮影をしつこく迫る。遂には2人を盗撮して学校にばらまくと脅した。かおりによって制裁された後に逮捕された。
桃子に関係を迫った不良3人
演 - 醍醐直弘、他2人
公園の前で通りかかった桃子にからんで関係を迫る。桃子を無理矢理連れて行こうとして反射的に押され1人が階段を落ちて腕を骨折するなどの怪我をした。逆上して桃子を暴行しようとするが、後にかおりが3人をこらしめようとしたが今度は別の1人がシーソーに頭をぶつけ怪我をした。特に重傷ではなく逮捕はされなかったものの警察から厳重注意されて、反省したようである。

## 主題歌
パート1
主題（オープニング）
「evergreen」（作詞：田中秀典、高橋瞳／作曲：田中秀典／歌：高橋瞳）
挿入歌（エンディング）
「白線〜スタートライン」（作詞：ハレンチ☆パンチ／作曲：TO-WEST／歌：ハレンチ☆パンチ）
応援歌（番宣）
「Ta-lila〜僕を見つけて〜」（作詞：西島梢／作曲：松藤由里／歌：ナナムジカ）
パート2
主題（オープニング）
「願い〜wishing〜」（作詞：樋口侑／作曲・編曲：高木茂治／歌：D.D.D）

## 映像ソフト化
パート1・パート2ともにDVD-BOXにてリリースされている。また、一部追加シーンがある。
パート1
第34話で沢村のことを花がかおりに訴える。
第45話で健たち3人の母親が学校に乗り込んでくる場面。
パート2
第44話で試験問題を盗んだ犯人が桃子だと言った岩本にかおりが抗議する場面。
第45話で岩本がかおりを訴える場面。

## 備考
- パート1で友情出演した斉藤兄弟は『王様のブランチ』の取材によるものだが、ドラマ制作局のCBCが『王様の - 』の時間に放送していた情報番組『晴れドキ』もこの模様を取材しており、斉藤兄弟はインタビューにも応じている。
- 当番組ネット局のOBSでは、2006年6月1日（パート2第4話）の放送中（13:40頃）、突然音声が流れなくなる事態が発生した。CM中は音声が出ていたものの、CMが明けて番組が始まると再び音声が流れなくなっていた。このため、OBSでは翌2日の午前4:55 - 5:25の枠で第4話の再放送を行った。
- 視聴率は旧シリーズよりも大幅にダウンしてしまい大ヒットとは言えずパート2を以て終了した。このパート2が旧シリーズを含めた全体的な事実上の最終作で、これ以降キッズウォーシリーズは全く制作されていない。